# Die Young
«Die Young» (с англ. — ««Умрём молодыми»») — сингл американской певицы Кеши c её второго студийного альбома Warrior. Авторами песни выступили Кеша, Лукаш Готвальд, Бенжамин Левин, Гентри Уолтер и Нейт Рюсс (фронтмен группы fun). Два видео-трейлера были выложены на YouTube до официального релиза сингла. Песня получила смешанные отзывы. Часть критиков посчитали её скучной из-за схожести с другими песнями Кеши — «Tik Tok», «We R Who We R», они также сравнивали композицию с работами The Cars, Flo Rida, Jessie J и Кэти Перри.

## О сингле
Основными продюсерами песни выступили Dr. Luke, Cirkut и Benny Blanco, Кеша работала над песней с лидером группы Fun — Нейтоном Рюссом. Один из продюсеров песни Benny Blanco назвал песню «хиппи-роком». «Die Young» была написана в 2011 году, когда Кеша проводила мировой тур.
Кеша рассказала о значении песни на радио 97,1 AMP:
Эта песня своего рода гимн. Я написала её как призыв, наслаждаться каждым днем и считать себя молодым, несмотря на возраст. Я могу петь чертовски потрясающе! Вы сможете услышать это на мини-альбоме, где будут акустические версии старых и новых песен.
«Die Young» начинается с наигрывания мелодии на акустической гитаре, переходя в электронный хук.
До релиза сингла Кеша выложила два видео-трейлера. Первый трейлер был выложен вместе с фотографией официантки, которая держит в руках карточку с буквой R, которая похожа на символ певицы Рианны. Это повлекло информацию о том, что Рианна записала дуэт с Кешей. Трек был выложен в интернет за день до официального релиза. Видео с текстом песни было выложено на официальном канале Кеши в день релиза сингла.
Клип был выпущен 7 ноября 2012 года, на официальном канале певицы. Сюжет клипа развернулся в старой церкви.
Песня получила смешанные отзывы. Журнал Seventeen назвал песню «классической композицией Кеши». Billboard отметил, что песня напоминает хит рэпера Flo Rida — «Good Feeling». Jessica Sager из Pop Crush сравнила песню с хитом Katy Perry «Teenage Dream».
Sager похвалила песню за отсутствие обработки вокала Кеши.
MTV сравнил «Die Young» с песней Jessie J — «Domino» (продюсером которой также был Dr. Luke), сказав:
«Die Young» помогает Кеше развиваться как исполнителю? Что-то не заметно.
После трагедии в Коннектикуте стало известно, что песня была снята из радиоэфира, после чего Кеша оставила на своей странице в Twitter сообщение с извинением за текст.
Я прошу прощения у всех жертв этой трагедии. Я не могу выразить словами, как я сожалею.
Трек был убран из радиоэфира ещё нескольких радиостанций, так как песня повествует о преждевременной смерти. В одном из сообщений Кеша призналась, что она не писала текст припева песни и пыталась найти ему замену, но в конечном итоге ей пришлось петь эту версию песни. Позже сообщение с признанием было удалено. До трагедии песня занимала третье место в чарте Billboard Hot 100, после трагедии песня упала с третьей позиции потеряв 19 миллионов слушателей.
Кеша впервые исполнила «Die Young» 29 октября 2012 года в Театре El Rey. Вместе с «Die Young» Кеша исполнила «Party at a Rich Dude’s House» «Cannibal» и «We R Who We R».
На телевидение Кеша впервые исполнила «Die Young» на четвёртом сезоне шоу X Factor в Австралии.
20 ноября 2012 года Кеша исполнила песню на The Today Show в Нью Йорке. Также Kesha исполнила «Die Young» на American Music Awards 2012. Журнал Billboard назвал выступление Кеши одним из пять лучших выступлений в тот вечер. 4 декабря 2012 года Кеша исполнила «Die Young» на шоу Conan.

## Список композиций
- Цифровая дистрирбуция[23]

1. «Die Young» — 3:33

- United Kingdom single[24]

1. «Die Young» — 3:33
2. «Die Young» (Instrumental) — 3:33

- Цифровой ремикс[25]

1. «Die Young» (Remix) (совместно с Juicy J, Уиз Халифа, & Бекки Джи) — 4:04

## Чарты
1 октября 2012 песня дебютировала в чарте Pop Songs (Billboard) на месте № 21.
| Чарт (2012)                         | Наивысшая позиция |
| ----------------------------------- | ----------------- |
| Австралия (ARIA)                    | 3                 |
| Австрия (Ö3 Austria Top 40)         | 35                |
| Бельгия/Фландрия (Ultratop 50)      | 37                |
| Бельгия/Валлония (Ultratop 50)      | 33                |
| Канада (Billboard Canadian Hot 100) | 4                 |
| Чехия (Rádio — Top 100)             | 32                |
| Франция (SNEP)                      | 40                |
| Германия (GfK)                      | 20                |
| Ирландия (IRMA)                     | 25                |
| Billboard Japan Hot 100             | 53                |
| Нидерланды (Single Top 100)         | 96                |
| Новая Зеландия (Recorded Music NZ)  | 14                |
| VG-lista                            | 8                 |
| Словакия (Rádio — Top 100)          | 45                |
| Mediaguide                          | 8                 |
| Испания (PROMUSICAE)                | 41                |
| Швеция (Sverigetopplistan)          | 22                |
| Швейцария (Schweizer Hitparade)     | 48                |
| США (Billboard Hot 100)             | 2                 |
| США (Billboard Pop Airplay)         | 1                 |
| США (Billboard Dance Club Songs)    | 8                 |
| США (Billboard Adult Pop Airplay)   | 19                |

## Сертификация
| Регион | Сертификация  | Продажи   |
| --- | ------------- | --------- |
| Австралия (ARIA) | 5× Платиновый | 350 000   |
| Канада (Music Canada) | Платиновый    | 80 000*   |
| Германия (BVMI) | Золотой       | 150 000^  |
| Италия (FIMI) | Платиновый    | 30 000*   |
| Мексика (AMPROFON) | Платиновый    | 60 000*   |
| Новая Зеландия (RMNZ) | Платиновый    | 15 000*   |
| South Korea (Circle) | —             | 240,300   |
| Швеция (GLF) | Платиновый    | 40 000    |
| Великобритания (BPI) | Платиновый    | 600 000   |
| США (RIAA) | 4× Платиновый | 4 000 000 |
| Стриминг |               |           |
| Дания (IFPI Danmark) | 2× Платиновый | 3 600 000 |
| * Данные о продажах приведены только на основе сертификации. · ^ Данные о тиражах приведены только на основе сертификации. · Данные о продажах + прослушиваниях приведены только на основе сертификации. · Данные только о прослушиваниях приведены на основе сертификации. |               |           |

## История выпуска

### Приобретаемый выпуск
| Страна         | Дата             | Формат               |
| -------------- | ---------------- | -------------------- |
| США            | 25 сентября 2012 | Цифровая дистрибуция |
| Австралия      | 26 сентября 2012 | Цифровая дистрибуция |
| Новая Зеландия | 26 сентября 2012 | Цифровая дистрибуция |
| Европа         | 18 ноября 2012   | Цифровая дистрибуция |
| Великобритания | 25 ноября 2012   | Цифровая дистрибуция |
| Германия       | 23 ноября 2012   | CD сингл             |

### Радио
| Страна | Дата                                                                    | Формат                  |
| ------ | ----------------------------------------------------------------------- | ----------------------- |
| США    | 2 октября 2012                                                          | Top 40/Mainstream radio |
| США    | 2 октября 2012                                                          | Rhythmic radio          |
| Италия | 5 октября 2012                                                          | Contemporary hit radio  |
| Италия | 30 ноября 2012 — (Remix version feat. Juicy J, Уиз Халифа, и Бекки Джи) | Contemporary hit radio  |